# Nederlands Kremlin
Het Nederlands Kremlin, ook bekend als Kunsttuin Winkel, is een tuin met een verzameling folly's aan de Limmerschouw in Winkel in de Nederlandse provincie Noord-Holland. De bouwwerken zijn van de hand van de gepensioneerde bank-/plaatwerker Ger Leegwater, die er sinds zijn veertigste mee bezig is.

## Bouwstijl
De folly's zijn gemaakt van allerhande materialen, zoals bouwafval, tegels en trottoirbanden. Sommige gebouwen zijn tien meter hoog; Leegwater heeft zelf methodes bedacht om het bouwmateriaal omhoog te hijsen. Vanwege de vele torens en koepeltjes is het aanzicht te vergelijken met dat van de gebouwen aan het Kremlin van Moskou, dat verklaart de naam.

## Gebouwen
Onder de gebouwen van het Nederlands Kremlin bevinden zich:
- De Michaëlkapel (een trouwkapel)
- De Muziekmuur
- Het Amfitheater
- Het Winterpaleis

## Beelden
Naast de verschillende gebouwen bevat het Nederlands Kremlin ook een aantal beelden, zoals:
- Sint Joris
- Aartsengel Michaël
- Orpheus
- Bacchus

## Toegankelijkheid
Het Nederlands Kremlin is op afspraak en bij bepaalde evenementen te bezichtigen.